# Torneo Regional del Noroeste 2010
El Torneo Regional del Noroeste 2010 fue la décima segunda edición de la competición regional de rugby del noroeste Argentino. Con clubes de la Unión de Rugby de Tucumán, Jujuy, Salta y Santiago del Estero en 3 categorías.
Universitario se consagró campeón del torneo.

## Forma de disputa
Participaron 12 equipos y se jugó a dos ruedas todos contra todos, donde el campeón fue el que consiguió más puntos.

## Equipos
| Unión                     | Equipo          | Ciudad                |
| ------------------------- | --------------- | --------------------- |
| Unión de Rugby de Tucumán | Cardenales      | San Miguel de Tucumán |
| Unión de Rugby de Tucumán | Universitario   | San Miguel de Tucumán |
| Unión de Rugby de Tucumán | Huirapuca       | Concepción            |
| Unión de Rugby de Tucumán | Jockey Club     | Yerba Buena           |
| Unión de Rugby de Tucumán | Tarcos          | San Miguel de Tucumán |
| Unión de Rugby de Tucumán | Lawn Tennis     | San Miguel de Tucumán |
| Unión de Rugby de Tucumán | Tucumán Rugby   | Yerba Buena           |
| Unión de Rugby de Tucumán | Lince           | San Miguel de Tucumán |
| Unión de Rugby de Salta   | Gimnasia y Tiro | Salta                 |
| Unión de Rugby de Salta   | Jockey Club     | Salta                 |
| Unión de Rugby de Salta   | Universitario   | Salta                 |
| Unión de Rugby de Salta   | Tigres          | San Lorenzo           |

### Distribución geográfica de los equipos
| Jurisdicción         | Cant. | Equipos                                                                                          |
| -------------------- | ----- | ------------------------------------------------------------------------------------------------ |
| Provincia de Tucumán | 8     | Universitario, Lawn Tennis, Los Tarcos,Tucuman Rugby, Huirapuca, Cardenales, Lince y Jockey Club |
| Provincia de Salta   | 4     | Jockey Club, Universitario, Gimnasia y Tiro y Tigres                                             |

## Tabla de posiciones
| Pos. | Equipo            | Encuentros | Encuentros | Encuentros | Encuentros | Puntos |
| Pos. | Equipo            | PJ         | PG         | PE         | PP         | Puntos |
| ---- | ----------------- | ---------- | ---------- | ---------- | ---------- | ------ |
| 1.º  | Universitario (T) | 22         | 18         | 1          | 3          | 86     |
| 2.º  | Huirapuca         | 22         | 16         | 0          | 6          | 77     |
| 3.º  | Cardenales        | 22         | 15         | 1          | 6          | 74     |
| 4.º  | Tucuman Rugby     | 22         | 11         | 2          | 9          | 64     |
| 5.º  | Lawn Tennis       | 22         | 10         | 3          | 9          | 59     |
| 6.º  | Lince             | 22         | 10         | 1          | 11         | 54     |
| 7.º  | Gimnasia y Tiro   | 22         | 10         | 0          | 12         | 53     |
| 8.º  | Los Tarcos        | 22         | 11         | 0          | 11         | 51     |
| 9.º  | Jockey Club (S)   | 22         | 9          | 1          | 12         | 47     |
| 10.º | Universitario (S) | 22         | 7          | 1          | 14         | 45     |
| 11.º | Jockey Club (T)   | 22         | 7          | 0          | 15         | 36     |
| 12.º | Tigres            | 22         | 3          | 0          | 19         | 19     |

| Campeón Universitario (T) |
|                           |